# 조엘 카터
조엘 카터(Joelle Carter, 1972년 10월 10일 ~ )는 미국의 배우이다.

## 출연 작품
- 위크 (2015)
- 더 리빙 (2014)
- 제사벨 (2014)
- 이츠 낫 유, 이츠 미 (2013)
- 어 퍼펙트 맨 (2013)
- 레드 윙 (2013)
- 로스트 엔젤레스 (2012)
- 투 비 프렌즈 (2010)
- 콜드 스토리지 (2009)
- 리마커블 파워 (2008)
- 룸 314 (2006)
- 위험한 관계 (2004)
- 저스티스 (2003)
- 더 퍼펙트 유 (2002)
- 아메리칸 파이 2 (2001)
- 스위밍 (2000)
- 운명같은 사랑 (2000)
- 일급비상 (2000)
- 사랑도 리콜이 되나요 (2000)
- 슈츠 (1999)
- 호스 위스퍼러 (1998)

### 텔레비전
- 저스티파이드 (2010-15)
- 시카고 저스티스 (2017)